# Lisa Raymond
Lisa Raymond, ameriški tenisačica, * 10. avgust 1973, Norristown, Pensilvanija, ZDA.
Skupno je osvojila enajst turnirjev za Grand Slam, tudi karierni Grand Slam v konkurenci ženskih dvojic, in eno olimpijsko medaljo. V posamični konkurenci se je na turnirjih za Odprto prvenstvo Avstralije najdlje uvrstila v četrtfinale leta 2004, kot tudi na turnirjih za Odprto prvenstvo Anglije leta 2000, na turnirjih za Odprto prvenstvo Francije in Odprto prvenstvo ZDA pa v četrti krog. Največje uspehe je dosegala v konkurencah dvojic. V konkurenci ženskih dvojic je trikrat osvojila Odprto prvenstvo ZDA, ter po enkrat Odprto prvenstvo Anglije, Odprto prvenstvo Avstralije in Odprto prvenstvo Francije, še sedemkrat se je uvrstila v finale turnirjev za Grand Slam. V konkurenci mešanih dvojic je po dvakrat osvojila Odprto prvenstvo ZDA in Odprto prvenstvo Anglije ter enkrat Odprto prvenstvo Francije, še petkrat se je uvrstila v finale. Na olimpijskih igrah je nastopila dvakrat in leta 2012 osvojila bronasto medaljo v konkurenci mešanih dvojic skupaj z Mikom Bryanon, v konkurenci ženskih dvojic pa je bila četrta.

## Finali Grand Slamov

### Mešane dvojice (10)

#### Zmage (5)
| Leto | Turnir                       | Partner           | Nasprotnika v finalu             | Rezultat finala |
| 1996 | Odprto prvenstvo ZDA         | Patrick Galbraith | Manon Bollegraf Rick Leach       | 7–6(6), 7–6(4)  |
| 1999 | Odprto prvenstvo Anglije     | Leander Paes      | Ana Kurnikova Jonas Björkman     | 6–4, 3–6, 6–3   |
| 2002 | Odprto prvenstvo ZDA (2)     | Mike Bryan        | Katarina Srebotnik Bob Bryan     | 7–6(9), 7–6(1)  |
| 2003 | Odprto prvenstvo Francije    | Mike Bryan        | Jelena Lihovceva Mahesh Bhupathi | 6–3, 6–4        |
| 2012 | Odprto prvenstvo Anglije (2) | Mike Bryan        | Jelena Vesnina Leander Paes      | 6–3, 5–7, 6–4   |